# Port lotniczy Tivat
Port lotniczy Tivat – lotnisko położone 4 km na południe od Tivatu, w Czarnogórze. Jest jednym z dwóch cywilnych, obok portu lotniczego Podgorica, portów lotniczych w tym kraju. Obsługuje przede wszystkim połączenia w sezonie letnim. W 2015 roku obsłużył 895 050 pasażerów.

## Linie lotnicze i połączenia
| Linia lotnicza               | Kierunek |
| ---------------------------- | --- |
| Air Montenegro               | 1. Belgrad 2. Stambuł Sezonowo: 1. Baku (od 3 czerwca 2024) 2. Banja Luka 3. Brno 4. Izmir (od 5 kwietnia 2024) 5. Lublana 6. Praga Sezonowe czartery: 1. Ryga 2. Tallinn 3. Wilno |
| Air Nostrum                  | Sezonowe czartery: 1. Bari (od 2 sierpnia 2023) |
| Air Serbia                   | 1. Belgrad Sezonowo: 1. Kraljevo 2. Nisz |
| Air Baltic                   | Sezonowo: 1. Ryga |
| Austrian Airlines            | Sezonowo: 1. Wiedeń |
| Avion Express                | Sezonowo: 1. Wilno |
| Azerbaijan Airlines          | Sezonowo: 1. Baku (powrót od 2 maja 2024) |
| Braathens Regional Airways   | Sezonowe czartery: 1. Oslo-Gardermoen |
| EasyJet                      | Sezonowo: 1. Berlin 2. Bristol (od 24 czerwca 2024) 3. Genewa 4. Londyn-Gatwick 5. Londyn-Luton (od 1 kwietnia 2024) 6. Manchester                                                 |
| Edelweiss Air                | Sezonowo: 1. Zurych |
| El Al                        | Sezonowo: 1. Tel Awiw |
| Eurowings                    | Sezonowo: 1. Berlin (od 4 maja 2024) 1. Düsseldorf 2. Stuttgart |
| Flydubai                     | Sezonowo: 1. Dubaj |
| FlyOne                       | Sezonowe czartery: 1. Kiszyniów |
| FlyOne Armenia               | Sezonowo: 1. Erywań |
| Israir Airlines              | Sezonowo: 1. Tel Awiw |
| Jazeera Airways              | Sezonowo: 1. Kuwejt |
| Jet2.com                     | Sezonowo: 1. Birmingham (od 2 maja 2024) 1. Londyn-Stansted (od 1 kwietnia 2024) 2. Manchester                                                                                     |
| LOT                          | Sezonowo: 1. Warszawa-Radom (od 11 lipca 2023) |
| Lufthansa                    | Sezonowo: 1. Frankfurt 2. Monachium |
| Luxair                       | Sezonowo: 1. Luksemburg |
| Norwegian Air Shuttle        | Sezonowo: 1. Kopenhaga (od 23 czerwca 2024) 1. Helsinki 2. Oslo-Gardermoen 3. Ryga (od 4 maja 2024)                                                                                |
| Scandinavian Airlines System | Sezonowo: 1. Kopenhaga 2. Oslo-Gardermoen (od 27 czerwca 2024) 3. Sztokholm-Arlanda                                                                                                |
| SkyUp                        | Sezonowe czartery: 1. Gdańsk 2. Katowice 3. Rzeszów |
| SmartLynx Airlines Estonia   | Sezonowe czartery: 1. Tallinn |
| Smartwings                   | Sezonowe czartery: 1. Katowice (od 7 czerwca 2024) |
| Transavia.com                | Sezonowo: 1. Paryż-Orly |
| TUI fly Belgium              | Sezonowo: 1. Bruksela |
| Turkish Airlines             | 1. Stambuł |
| Uzbekistan Airways           | Sezonowe czartery: 1. Taszkent |